# بحيرة الخفس
بحيرة الخفس تقع في قرية الخفس، على بعد 70 كيلو متر من مدينة الرياض في المملكة العربية السعودية. تدخل ضمن نطاق محمية الملك عبدالعزيز الملكية لوقوعها بين روضة الخفس الجنوبية والشمالية. اشتهرت البحيرة ببقاء الماء فيها فترة طويلة ممتدة من الشتاء إلى الصيف، وأنها مورد ماء للملك عبدالعزيز آل سعود في حياته ولأهل البادية.